# Landschaftsschutzgebiet Sorpewiesen Lange Erlen

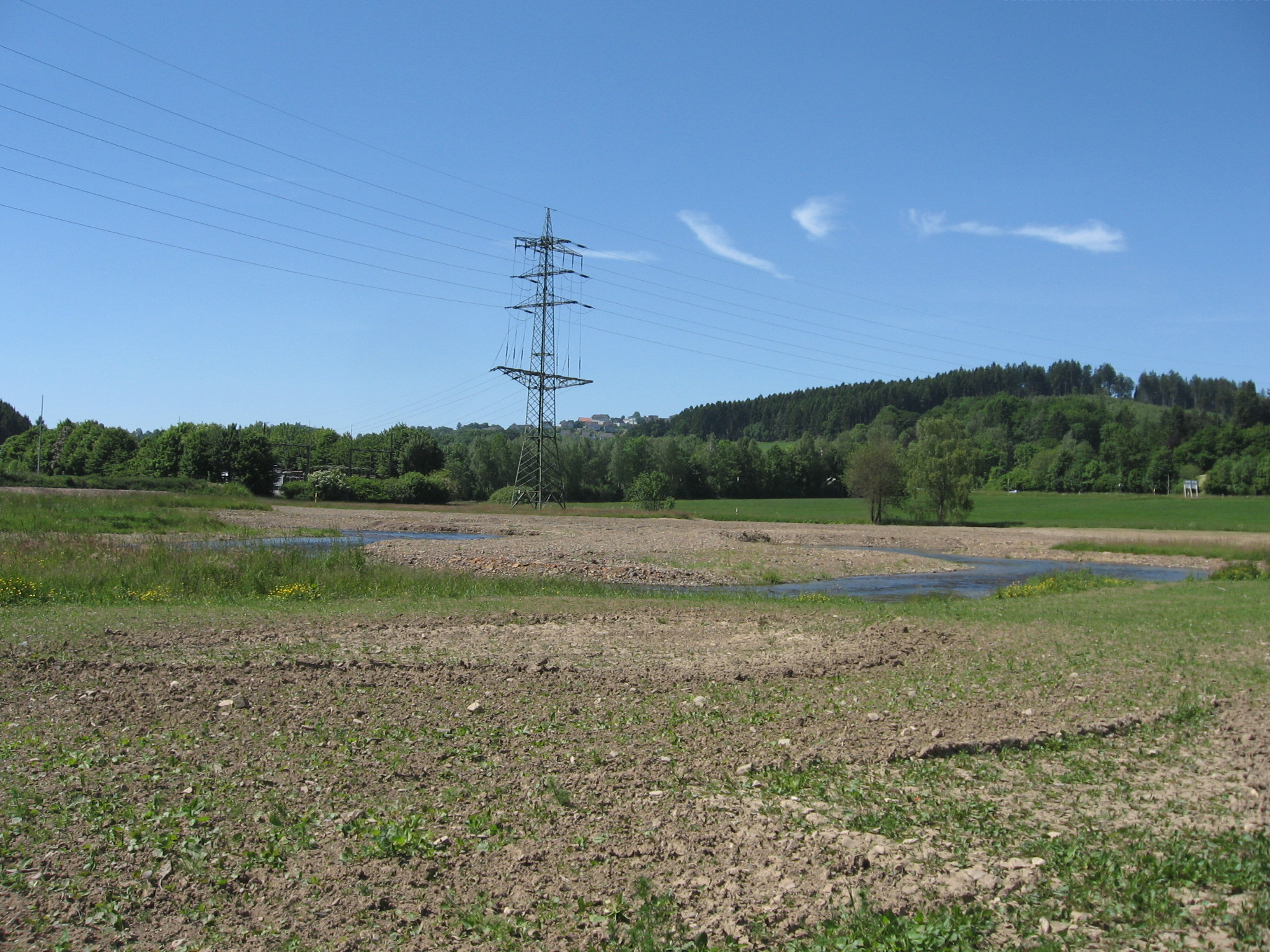
Landschaftsschutzgebiet Sorpewiesen Lange Erlen mit der Sorpe

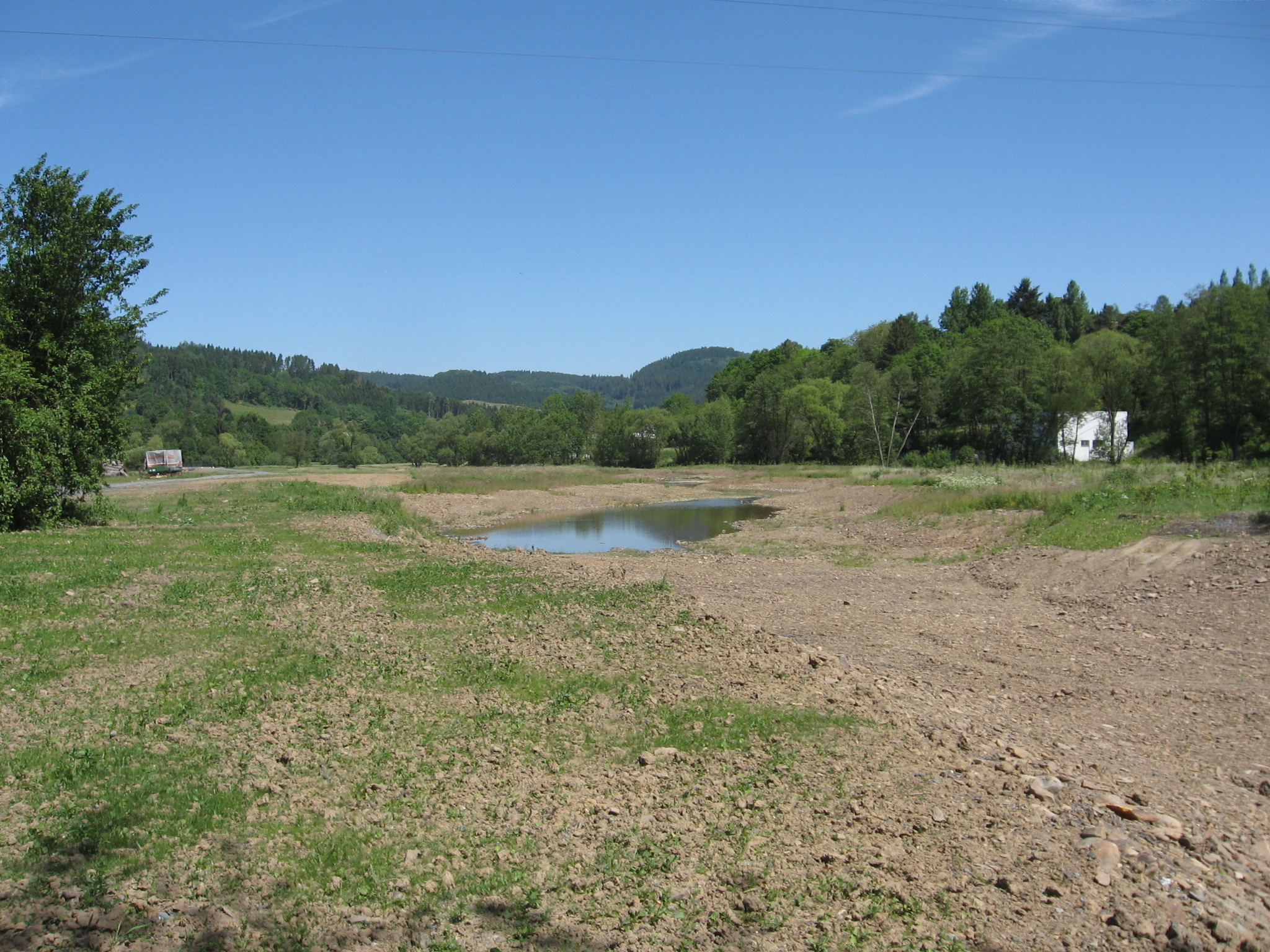
Ostteil

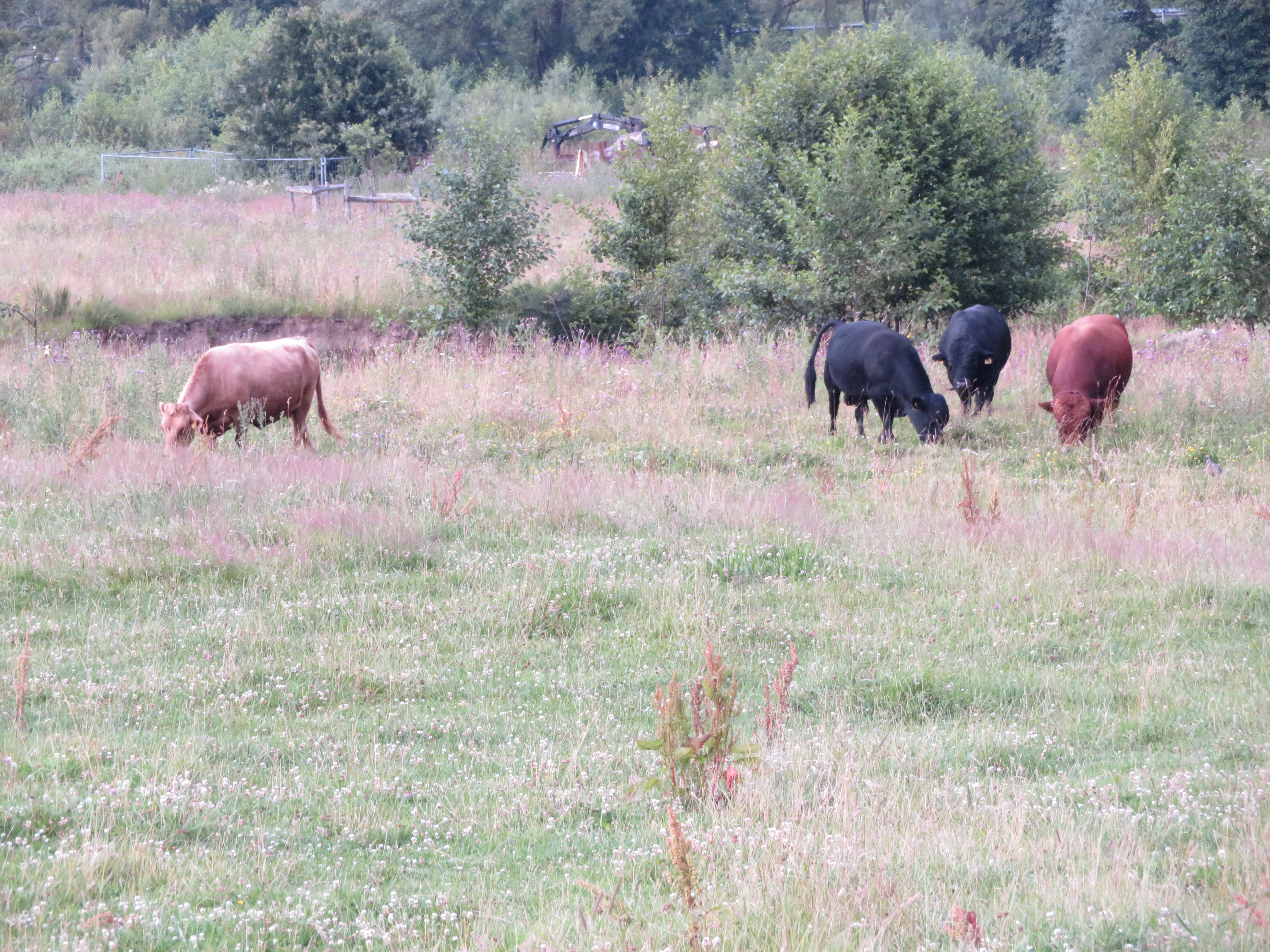
Dexterrinder im LSG

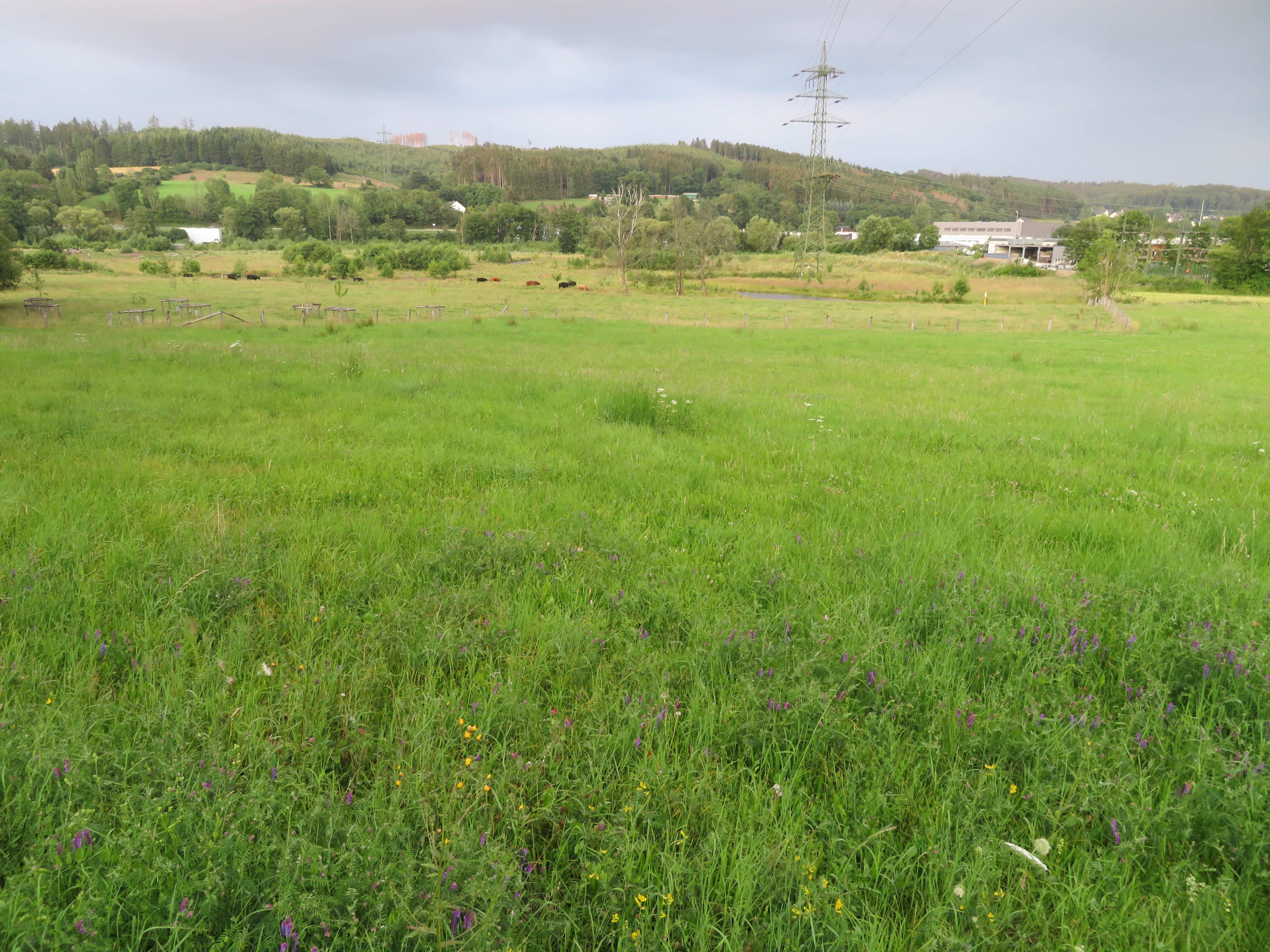
Blick von Westen ins LSG

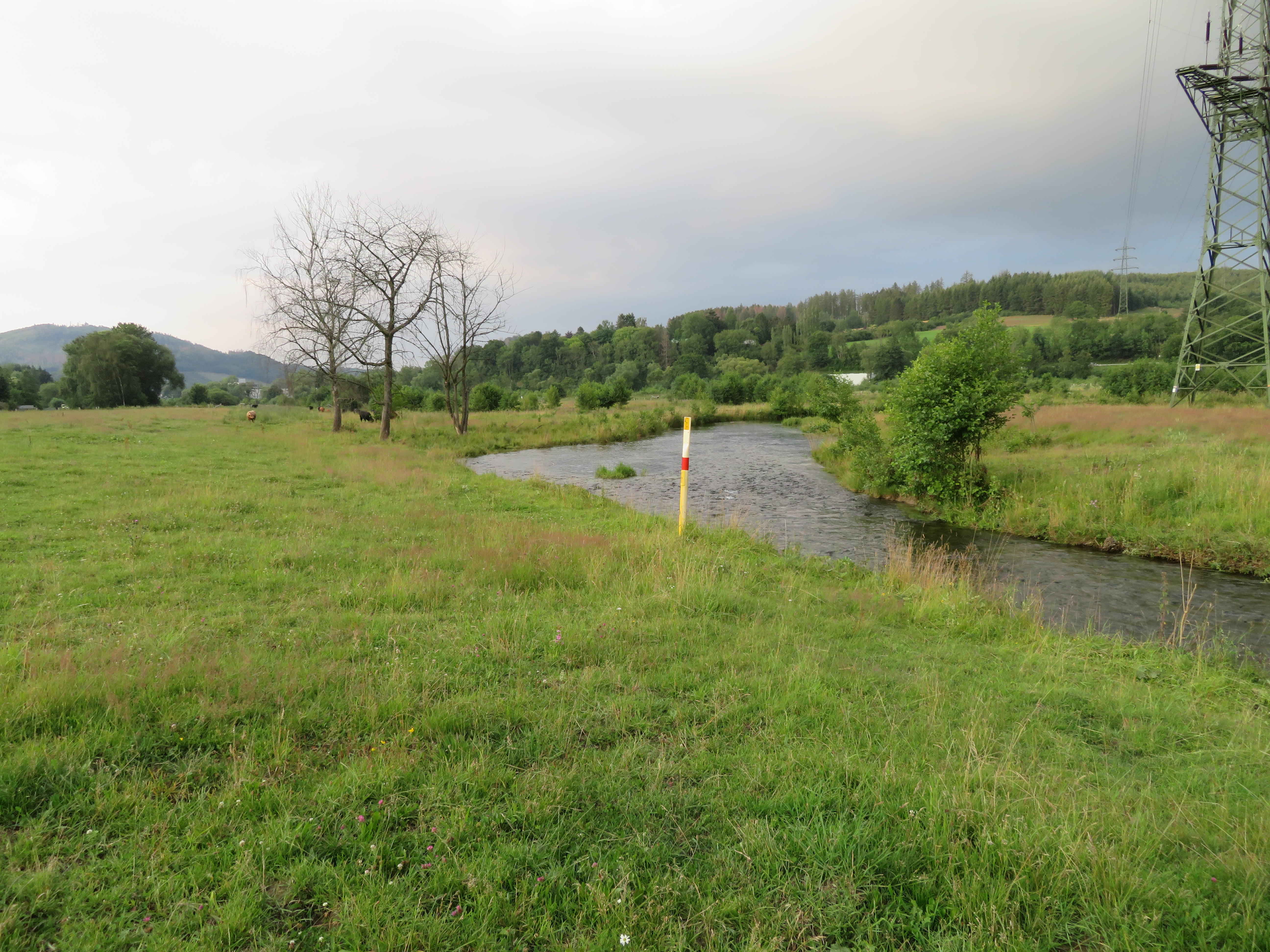
Sorpe im LSG

Das Landschaftsschutzgebiet Sorpewiesen Lange Erlen mit 22,9 ha Flächengröße liegt südwestlich von Hachen im Stadtgebiet von Sundern im Hochsauerlandkreis. Es wurde 1993 mit dem Landschaftsplan Sundern durch den Kreistag des Hochsauerlandkreises erstmals mit dem Namen Landschaftsschutzgebiet Sorpewiesen Erlenkamp südlich Tiefenhagen als Landschaftsschutzgebiet (LSG) mit einer Flächengröße von 15,87 ha ausgewiesen. Bei der Neuaufstellung des Landschaftsplanes Sundern wurde es mit verändertem Namen als Landschaftsschutzgebiet vom Typ C, Wiesentäler und bedeutsames Extensivgrünland, erneut ausgewiesen und vergrößert. Das LSG grenzt fast überall direkt an den Siedlungsraum von Hachen und Tiefenhagen. Im Süden grenzt direkt das Naturschutzgebiet Erlenkamp an. Das LSG gehört zum Naturpark Sauerland-Rothaargebirge.

## Beschreibung
Das LSG umfasst Grünlandflächen, teils vernässte, teil magere Extensivgrünlandflächen, und Bereiche von Röhr und Sorpe. Hier mündet die Sorpe in die Röhr.

## Rückbau- und Renaturierungsmaßnahmen
2014 wurden in Umsetzung der EU-Wasserrahmen-Richtlinie wasserbauliche Rückbau- und Renaturierungsmaßnahmen im LSG durchgeführt. Das Projekt „Gewässerentwicklung von Röhr und Sorpe unter Berücksichtigung der Hochwassersituation in Sundern-Hachen“ kostete 800.000 Euro. Wobei eine 90 Prozent Förderung durch Landes- und EU-Mittel erfolgte, während die Stadt 80.000 Euro zahlte. Die kanalisierten Sorpe und Röhr wurden entfesselt und mäandrieren nun wieder. Dabei verlängerte sich der Lauf der Sorpe von 660 m auf etwa 1400 Meter Länge und der Röhrabschnitt verlängerte sich von ca. 950 m auf 1300 m. Die nun stark gewundenen, deutlich flacheren und breiteren Flussbetten können sich bei Hochwasser schneller in die angrenzende Aue ausbreiten und bilden einen natürlicher Rückhalteraum zum Hochwasserschutz. Für den Bereich der Röhr werden ebenfalls neue Mäander angelegt, so dass sich auch hier eine erhebliche Laufverlängerung ergibt. Am Zusammenfluss der beiden Flüsse befindet sich ein Mündungsdelta, das sich eigendynamisch entwickelt.
Im Sommer 2018 wurden 4.2000 Meter Zäune im Renaturierungsgebiet gebaut. Auf drei Flächen verteilt begann eine Ganzjahres-Beweidung mit Dexter-Rindern.

## Schutzzweck
Die Ausweisung erfolgte zur Sicherung und Erhaltung der natürlichen Erholungseignung und der Leistungsfähigkeit des Naturhaushaltes gegenüber den vielfältigen zivilisatorischen Ansprüchen an Natur und Landschaft. Das LSG dient der Ergänzung bzw. Pufferzonenfunktion der strenger geschützten Teile dieses Plangebietes durch den Schutz ihrer Umgebung vor Einwirkungen, die den herausragenden Wert dieser Naturschutzgebiete und Schutzobjekte mindern könnten und Sicherung der Kohärenz und Umsetzung des europäischen Schutzgebietssystems Natura 2000.

## Rechtliche Vorschriften
Wie in den anderen Landschaftsschutzgebieten vom Typ C im Stadtgebiet besteht im LSG ein Verbot, Bauwerke zu errichten. Vom Verbot ausgenommen sind Bauvorhaben für Gartenbaubetriebe, Land- und Forstwirtschaft. Die Untere Naturschutzbehörde kann Ausnahme-Genehmigungen für Bauten aller Art erteilen. Wie in den anderen Landschaftsschutzgebieten vom Typ B in Sundern besteht im LSG ein Verbot der Erstaufforstung und Weihnachtsbaum-, Schmuckreisig- und Baumschul-Kulturen anzulegen. Grünland und Grünlandbrachen dürfen nicht in Acker oder andere Nutzungen umgewandelt werden.